# Hibbertia tontoutensis
Hibbertia tontoutensis är en tvåhjärtbladig växtart som beskrevs av André Guillaumin. Hibbertia tontoutensis ingår i släktet Hibbertia och familjen Dilleniaceae. Inga underarter finns listade i Catalogue of Life.